# Leki przeciwwirusowe
 Leki przeciwwirusowe – grupa leków stosowanych w chorobach wywoływanych przez wirusy. Są to substancje mające zdolność przeciwdziałania rozprzestrzenianiu się infekcji wirusowej. Leki przeciwwirusowe mogą wpływać na następujące procesy:
- adhezję wirusów do komórek gospodarza;
- wnikanie wirusa do komórki gospodarza;
- włączanie się wirusowego materiału genetycznego do DNA gospodarza;
- transkrypcję wirusowego genomu i syntezę wirusowych białek;
- uwalnianie się wirusów z komórki gospodarza.

## Przykładowe leki przeciwwirusowe
Według Piotr Gajewski (red.), Interna Szczeklika: mały podręcznik 2017/18, 2017, s. 1264, ISBN 978-83-7430-519-8.

### Nukleozydowe i nukleotydowe inhibitory polimeraz kw. nukleinowych
- acyklowir
- adefowir
- cydofowir
- entekawir
- lamiwudyna
- sofosbuwir
- zydowudyna
- rybawiryna
- telbiwudyna

- gancyklowir
- tenofowir

### Inhibitory neuraminidazy
- oseltamiwir
- zanamiwir

### Inhibitory M2
- amantadyna
- rymantadyna

### Inhibitory proteazy HCV
- boceprewir
- telaprewir
- symeprewir
- parytaprewir
- grazoprewir
- asunaprewir

### Inhibitory białka NS5A
- daklataswir
- ledipaswir
- ombitaswir
- welpataswir
- elbaswir

### Nienukleozydowe inhibitory polimeraz kw. nukleinowych
- dazabuwir

### Inne
- rybawiryna
- interferon